# Richard Winters
Richard (Dick) Winters (Lancaster (Pennsylvania), 21 januari 1918 – Palmyra (Pennsylvania), 2 januari 2011) was een Amerikaanse militair. Tijdens de Tweede Wereldoorlog was hij officier bij de Easy Company van het 506th Parachute Infantry Regiment, 101st Airborne, beschreven in het boek Band of Brothers en de televisieserie Band of Brothers.

## Voor de Tweede Wereldoorlog
Winters groeide op in de regio van zijn geboorteplaats. Hij genoot een opleiding aan het Franklin and Marshall College en slaagde daarvoor in 1941.

## Tweede Wereldoorlog

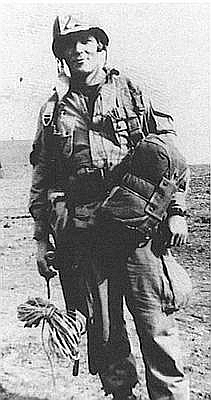
Dick Winters (ca. 1942)

Winters kwam als tweede luitenant bij de Easy Company in Camp Toccoa in de staat Georgia, nadat hij zijn 3-maandse opleiding tot officier in Fort Benning had voltooid. In eerste instantie had Winters kapitein Herbert Sobel als directe superieur boven zich, maar deze werd kort voor D-Day vervangen door eerste luitenant Thomas Meehan. Toen Meehan op D-Day (6 juni 1944) omkwam bij de crash van de C-47 waarin hij in zat, kreeg Winters het bevel over de Easy Company. Op D-Day leidde Winters de acties in Manoir de Brécourt, waarbij een batterij Duitse 105mm kanonnen die gericht waren op Utah Beach onschadelijk werd gemaakt. Hierom werd Winters door luitenant kolonel Robert Sink voorgedragen voor de hoogste Amerikaanse onderscheiding, de Medal of Honor. De Medal of Honor werd voor de campagne in Normandië slechts uitgereikt aan één man per divisie. In de divisie van Winters ging deze eer naar luitenant-kolonel Robert G. Cole, die een bajonetaanval leidde. Richard Winters kreeg het Distinguished Service Cross, de op een na hoogste onderscheiding in het Amerikaanse leger.
Voorafgaand aan Operatie Market Garden werd Winters gepromoveerd tot kapitein. Een van de meest memorabele acties van Winters in Nederland was de succesvolle aanval met ongeveer twintig paratroepers op twee Duitse Volksgrenadiers-compagnieën (circa 175 soldaten) in het gebied van de grote rivieren ("The Island"). Door zijn inspanningen in de Slag om de Ardennen waarin hij en zijn bataljon vochten in de pocket van Bastenaken bij Noville en Foy, werd Winters gepromoveerd tot majoor. Winters werd uiteindelijk bataljonscommandant en kwam eind 1945 terug naar de VS.

## Na de Tweede Wereldoorlog
Na afloop van de oorlog werkte Winters enige tijd voor het familiebedrijf van zijn goede oorlogsvriend Lewis Nixon. In de aanloop tot de Koreaanse Oorlog werd Winters weer in dienst geroepen vanwege zijn ervaring als officier. Hij had echter genoeg van oorlog en besloot uiteindelijk niet te gaan.
In 1992 werd het verhaal van de E company neergeschreven in een boek door Stephen Ambrose. Het boek werd een bestseller. Tom Hanks en Steven Spielberg maakten er een 10-delige tv-reeks van. Ter verdieping voor het boek bezocht hij o.a. Nederland, waaronder de 'Landgoed Schoonderlogt' in de Betuwe waar een bekende foto van hem gemaakt is tijdens de actie in de Betuwe (najaar 1944). Uiteindelijk trok Richard Winters zich terug op zijn boerderij in de staat Pennsylvania.
Begin 2006 verscheen er een memo van de familie van Dick Winters dat hij "zich terugtrok uit het publieke leven" en geen brieven meer beantwoordt of op verzoek boeken signeert. Zijn gezondheid ging achteruit en tijdens het afronden van zijn autobiografie werden de geruchten over zijn slechte gezondheid steeds sterker. Op 28 februari 2007 ontving Dick Winters uit handen van de burgemeester van Eindhoven, Alexander Sakkers, het ereteken van de stad Eindhoven en het daarbij behorende certificaat.
Richard Winters overleed op 2 januari 2011 op 92-jarige leeftijd aan de ziekte van Parkinson. Zijn vrouw Ethel, met wie hij sinds 1948 getrouwd was, overleed op 11 april 2012.

## Erkenning
Winters werd verschillende malen erkend met zowel Amerikaanse als buitenlandse militaire onderscheidingen. Uit Frankrijk ontving hij de Croix de Guerre, Médaille de la France libérée en uit België het Oorlogskruis en de Herinneringsmedaille van de Oorlog 1940-1945. Verder werd hij in 2001 met name genoemd als voorbeeldsoldaat door de uitreiking van zowel de Algemene vrijheidsprijs van de Four Freedoms Awards als de prijs in de categorie Vrijwaring van vrees.
In de serie Band of Brothers wordt het personage van Richard (Dick) Winters vertolkt door acteur Damian Lewis.

## Militaire loopbaan
|  | Second Lieutenant, United States Army: 2 juli 1942 |
|  | First Lieutenant, United States Army: oktober 1942 |
|  | Captain, United States Army: 1 juli 1944           |
|  | Major, United States Army: 8 maart 1945            |

Decoraties
- Combat Infantryman Badge
- BadgeParachutist Badge (Verenigde Staten) met twee zilveren sterren
- Distinguished Service Cross (Verenigde Staten)
- Bronze Star met één Eikenloof
- Purple Heart
- Presidential Unit Citation met één Eikenloof
- American Defense Service Medal
- European–African–Middle Eastern Campaign Medal met vier zilveren sterren en een Arrowhead Device
- World War II Victory Medal
- Army of Occupation Medal
- National Defense Service Medal
- Croix de Guerre 1939–1945 (France) met palm
- Medaille van het Bevrijde Frankrijk
- Croix de guerre (Belgium)
- Herinneringsmedaille 40-45 (België)